# Eulaema terminata
Eulaema terminata är en biart som först beskrevs av Smith 1874.  Eulaema terminata ingår i släktet Eulaema, tribus orkidébin, och familjen långtungebin. Inga underarter finns listade.